# Serra de Bigorne
A Serra de Bigorne é uma serra portuguesa localizada no concelho de Castro Daire, no Distrito de Viseu. Encontra-se a oito quilómetros a norte da localidade de Castro Daire e aproximadamente três quilómetros a este da Serra de Montemuro. Atinge a altura máxima de 1210  metros no alto do “Penedo do Nuno”, situado no norte da freguesia de Moura Morta. É um importante local de abrigo, repouso e propício à reprodução do lobo-ibérico.